# Blauwe mosterdkorst
Blauwe mosterdkorst (Rinodina pityrea) is een korstmos uit de familie Physciaceae. Hij komt voor op bomen.

## Verspreiding
Blauwe mosterdkorst is in Nederland vrij zeldzaam. De soort is niet bedreigd en staat niet op de Nederlandse Rode Lijst.